# 覚正豊和
覚正 豊和（かくしょう とよかず、1950年4月15日 - ）は、日本の法学者。敬愛大学教授。

## 来歴
明治大学大学院法学研究科博士前期課程、駒澤大学大学院法学研究科博士後期課程修了。法学博士。敬愛大学国際学部国際協力学科教授に就任。千葉大学講師、明治大学犯罪学研究所所員、ウイチタ州立大学司法行政学部客員教授を歴任。

## 著書
- 『刑罰の限界』（東京新有堂、1988年）
- 『現代社会における法の基礎』（八千代出版、1993年）
- 『死刑再考論の今日的意義』（八千代出版、2000年）
- 『死刑廃止と被害者感情』（千葉大学法学論集第15巻1号、2000年）
- 『犯罪学の新展開』（東京新有堂、2001年）
- 『少年法第六十一条についての若干の考案』（刑事法学の現代的展開- 斎藤静敬先生古稀祝賀論文集 八千代出版、2005年）
- 『刑事政策』（共著 八千代出版、2007年）
- 『刑法 上・下』（共著 創成社、2007年）